# Diána Igaly

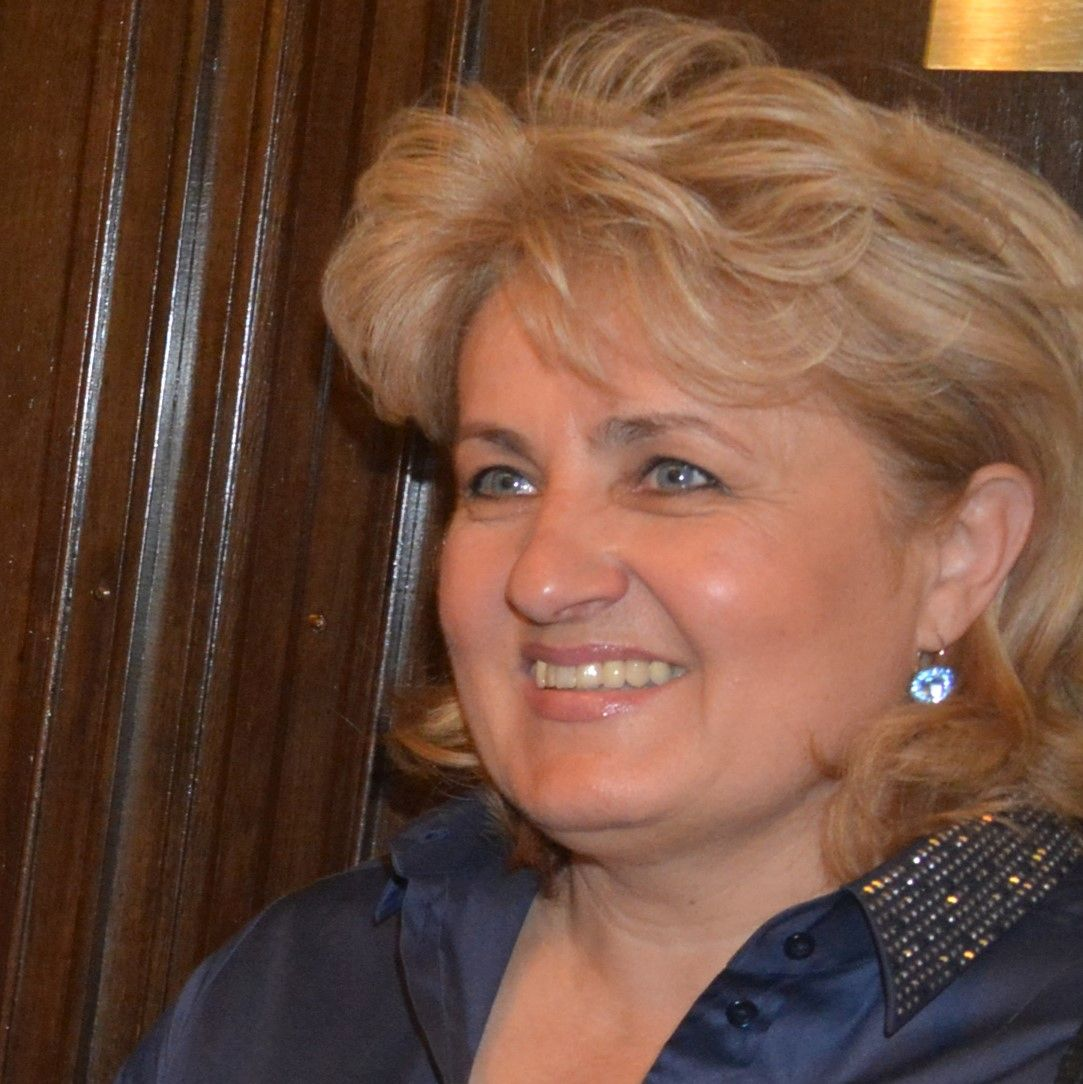
Diána Igaly

Diána Igaly, född 31 januari 1965 i Budapest, Ungern, död 8 april 2021, var en ungersk sportskytt. I olympiska sommarspelen 2000 i Sydney vann hon en bronsmedalj i skeetskytte och i Aten 2004 tog hon hem guldet.
Igaly har också vunnit två världsmästerskap, det första 1998 i Barcelona och det andra 2002 i Lahtis.